# Dzi Croquettes (filme)
Dzi Croquettes é um filme documentário brasileiro de 2009 sobre o grupo de teatro e dança de mesmo nome, dirigido por Tatiana Issa e Raphael Alvarez.

## Sinopse
O documentário resgata a trajetória dos atores/bailarinos que se tornaram símbolos da contracultura ao confrontar a ditadura usando a ironia e a inteligência. Os espetáculos revolucionaram os palcos com performances de homens com barba cultivada e pernas cabeludas, que contrastavam com sapatos de salto alto e roupas femininas. O grupo se tornou um enorme mito na cena teatral brasileira e parisiense nos anos 70.
A década de 70 foi de rompimento, de mudança, de fugir de padrões e buscar o novo, o desconhecido. A contracultura abriu espaço para questionamentos sobre a realidade, a ruptura ideológica e a transformação social. Nesse contexto um Americano desembarca no Rio de Janeiro: Lennie Dale unia a bossa nova a um swing do jazz nova-iorquino; o encontro de 13 homens, 13 talentos. Surgia então o furacão que iria abalar as estruturas sexuais das pessoas, abrir portas, quebrar tabus, mudar a cena teatral Brasileira e Internacional. Surgia então os Dzi Croquettes.
O grupo revolucionou os palcos cariocas com seus espetáculos andróginos (semelhantes aos do grupo norte americano The Cockettes, famosos pelo visual andrógino e psicodélico). Desobedientes e debochados, decidiram desrespeitar a ordem do regime militar com inteligência. Os sapatos de salto alto e as roupas femininas propositalmente exibiam as pernas cabeludas e a barba cultivada pelos homens do grupo. O primeiro show, em 1972, foi um grande sucesso, apesar de ter sido banido pelo Serviço Nacional de Teatro. A comédia de costumes era um deboche ao sistema de ditadura e à realidade brasileira. O grupo também fez muito sucesso na Europa, especialmente na França, onde levou plateias parisienses à loucura.
Esse documentário conseguiu reunir os integrantes do grupo, assim como amigos e admiradores para uma bateria de entrevistas exclusivas sobre o que é ser um dzi croquette, a formação, os textos,  a censura, o sucesso até a desintegração do grupo, mas nunca da ideia.
O documentário conta com depoimentos de amigos e artistas consagrados no cenário artístico brasileiro e internacional, como o diretor e coreógrafo americano Ron Lewis, Gilberto Gil, Nelson Motta, Marília Pêra, Ney Matogrosso, Betty Faria, José Possi Neto, Miéle, Aderbal Freire Filho, Jorge Fernando, César Camargo Mariano, Elke Maravilha, Cláudia Raia, Miguel Falabella, Liza Minnelli (grande admiradora e amiga do grupo), Pedro Cardoso, Norma Bengell, entre tantos, e ainda os integrantes originais do grupo: Claudio Tovar, Ciro Barcelos, Bayard Tonelli, Rogério de Poly e Benedito Lacerda.
Mais de 45 depoimentos colhidos no Rio de Janeiro, Nova York e Paris contam a trajetória desse grupo em uma trajetória fascinante recheada de sucessos, fracassos, assassinatos, grandes voltas por cima e a recuperação de uma parte da nossa história que não deveria jamais ser esquecida.

## Recepção
Dzi Croquettes foi exibido pela primeira vez em outubro de 2009 no Festival de Cinema do Rio e na Mostra Internacional de São Paulo, tendo recebido em ambos os festivais os prêmios de melhor documentário tanto pelo júri oficial como pelo voto dos espectadores.
Em novembro de 2011, o filme teve sua estreia em duas das mais populosas cidades dos Estados Unidos: Nova Iorque e Los Angeles.

## Prêmios
- 2009 - Festival do Rio - Melhor Documentário (Júri Oficial e Voto Popular)
- 2009 - Mostra Internacional de Cinema de São Paulo - Melhor Documentário (Júri Itamaraty e Voto Popular)
- 2009 - Festcine Goiânia – Melhor Edição
- 2009 - Festival Mix Brasil de Cultura da Diversidade - Melhor Documentário (Voto Popular)
- 2010 - IN-EDIT Brasil – Festival Internacional de Documentário Musical - Melhor Documentário
- 2010 - For Rainbow - Festival de Cinema e Cultura da Diversidade Sexual - Melhor Documentário (Júri Oficial)
- 2010 - Los Angeles Brazilian Film Festival – Melhor Documentário (Júri Oficial)
- 2010 - Miami Brazilian Film Festival – Melhor Filme (Voto Popular)
- 2010 - Frameline - San Francisco International LGBTQ Film Festival – Melhor Documentário (Júri Oficial)
- 2010 - Lovers Film Festival / Torino LGBTQI Visions – Melhor Documentário (Voto Popular)
- 2010 - Dance Camera West (Los Angeles) - Melhor Documentário (Júri Oficial)
- 2010 - Brazilian Film Festival of London – Melhor Documentário (Voto Popular)
- 2011 - Grande Prêmio do Cinema Brasileiro - Melhor Montagem (Júri Oficial) e Melhor Documentário (Voto Popular)

## Créditos
- Direção: Tatiana Issa, Raphael Alvarez
- Produção: TRIA Productions, Canal Brasil
- Cinematografia: Jorge Galo, Raphael Alvarez, Tatiana Issa
- Roteiro: Tatiana Issa
- Narração: Tatiana Issa.
- Edição: Raphael Alvarez
- Principais depoimentos: Ron Lewis, Gilberto Gil, Nelson Motta, Marília Pêra, Ney Matogrosso, Betty Faria, José Possi Neto, Miéle, Aderbal Freire Filho, Jorge Fernando, César Camargo Mariano, Elke Maravilha, Cláudia Raia, Miguel Falabella, Liza Minnelli, Pedro Cardoso, Norma Bengell, Claudio Tovar, Ciro Barcelos, Bayard Tonelli, Rogério de Poly e Benedito Lacerda.